# Ала дей Сарди
Ала̀ дей Са̀рди (на италиански: Alà dei Sardi; на сардински: Alà, Ала) е село и община в Южна Италия, провинция Сасари, автономен регион и остров Сардиния. Разположено е на 663 m надморска височина. Населението на общината е 1909 души (към 2010 г.).